# Abbas-Ali Amid Zandschani

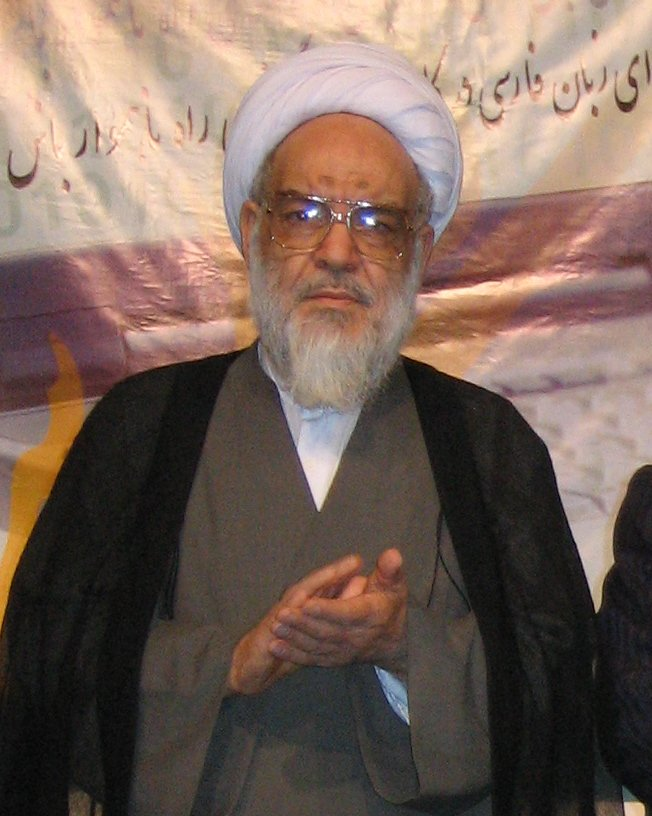
Abbas-Ali Amid Zandschani (2006)

Abbas-Ali Amid Zandschani, persisch عباسعلی عمید زنجانی, (* 30. März 1937 in Zandschan; † 30. Oktober 2011 in Teheran) war ein iranischer Geistlicher und Politiker.

## Karriere
Der ethnische Aseri Zandschani war der bislang einzige geistliche Präsident der Universität Teheran. Er besaß keinen säkularen akademischen Abschluss und wurde am 27. November 2005 durch Mohammed Mehdi Zahedi, Forschungsminister im Kabinett von Mahmud Ahmadinedschad, ernannt. Vor seiner Wahl wurde der Präsident der Universität durch die Lehrkräfte gewählt. Nach seiner Aufstellung als Präsident der Universität Teheran protestierten viele Studenten vor der Zentralbibliothek, wo die Feierlichkeiten zum Amtsantritt abgehalten wurden.
Zandschani war außerdem Mitglied im Aufsichtsrat der Internationalen Imam-Chomeini-Universität. Er hat mehr als 40 Bücher und 70 Artikel in regionalen Zeitungen und Zeitschriften veröffentlicht. Er war des Weiteren Gründer des „Forschungszentrums für Studien und Untersuchungen zu Islamischen Wissenschaften“.
Während seiner Amtszeit als Präsident der Universität wurde Zandschani wiederholt von Studenten und Akademikern für seine Misswirtschaft kritisiert. Am 5. Februar 2008 wurde er nach einer drei Tage andauernden, von Studenten organisierten Demonstration durch den Wirtschaftswissenschaftler Farhad Rahbar ersetzt.